# Yabucoa (Yabucoa)
Yabucoa es un barrio-pueblo ubicado en el municipio de Yabucoa en el estado libre asociado de Puerto Rico. En el Censo de 2010 tenía una población de 2593 habitantes y una densidad poblacional de 1.910,62 personas por km².

## Geografía
Yabucoa se encuentra ubicado en las coordenadas 18°2′50″N 65°52′48″O / 18.04722, -65.88000. Según la Oficina del Censo de los Estados Unidos, Yabucoa tiene una superficie total de 1.36 km², que corresponden a tierra firme.

## Demografía
Según el censo de 2010, había 2593 personas residiendo en Yabucoa. La densidad de población era de 1.910,62 hab./km². De los 2593 habitantes, Yabucoa estaba compuesto por el 70.15% blancos, el 14.11% eran afroamericanos, el 0.77% eran amerindios, el 0.19% eran asiáticos, el 0.04% eran isleños del Pacífico, el 9.53% eran de otras razas y el 5.21% pertenecían a dos o más razas. Del total de la población el 99.42% eran hispanos o latinos de cualquier raza.